# Marwarihäst
Marwarihästen är en hästras som härstammar från Indien. Rasens främsta kännetecken är öronen som är böjda inåt med spetsarna mot varandra, så kallade tulpanöron. Marwarin är även nära släkt med kathiawarin, en annan indisk hästras med likadana öron. Marwarin är en tålig och naturligt sund häst med en tunn och silkeslen päls, och uppfödarna lägger stor vikt vid att virvlarna i pälsen ska vara precis rätt.

## Historia
Det sades förr i tiden att en Marwarihäst aldrig gav upp eller stupade i strid hur illa skadad den än var och om ryttaren föll av stannade hästen och vaktade honom. De som försökte komma i närheten blev sparkade eller bitna av hästen. Äldre så kallade rajputer berättar om hästar som utan tvekan kastade sig upp mot krigselefanter och som sprang utan att stanna tvärs över hela öknar. Det stämmer nog inte men det är få människor som har sån stolthet i sina röster när de pratar om sina hästar. Marwarin måste ha varit en extremt modig häst.
Under många hundra år var nästan all hästuppfödning i Indien koncentrerad till staten Marwar (Jodhpur). Många av de hästar som avlades fram här var krigshästar. Marwarihästen har sitt ursprung från detta stuteri med förfäder från alla olika håll. De som kan spåras var hästar från Turkmenistan, Afghanistan, Uzbekistan och Kazakstan, typiska ökenhästar och bergshästar. Marwarin är väldigt lik de turkmenska hästarna, förutom de karaktäristiska inåtböjda öronen. Därför tror man även att den indiska Kathiawarin var bland det största inflytandet tillsammans med det arabiska fullblodet.
Aveln av marwarin stöddes av familjen Rathore som var härskare i Marwar under den här tiden. Redan under 1100-talet tillämpade man en strikt selektiv avel av alla hästar i landet och man ville få fram en hästras som kunde klara av extrem hetta och som kunde trivas i ökenmiljöer. Det var nu som de många legenderna och sagorna om de modiga marwarihästarna uppstod.
På 1920-talet fanns inte så många exemplar av marwarin kvar men tack vare insatser från maharadjan Umaid Singhji räddades rasen då han startade upp aveln på statsstuterierna. Rasen var åter i fara under den senare delen av 1900-talet men maharajans sonson har åter tagit upp aveln i landet. Nu ordnas det utställningar av marwarin varje år och en avelsförening har startats med rasens beskyddare som ordförande, rajan Bhupat Singh av Umaid Nagar.

## Egenskaper

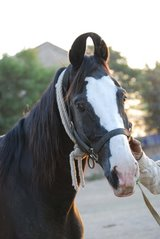
Öronen på denna marwarihäst visar de karaktäristiska inåtböjda topparna, så kallade tulpanöron.

Marwarin är en tålig, sund och välmusklad ras med tunn och silkeslen päls. Rasens utseende kan variera en hel del då huvudet på en del hästar kan vara riktigt tunga och nästan som på en mula, medan vissa hästar har ett riktigt ädelt huvud som tydligt visar inflytandet av araben. Det som är enhetligt för rasen är tulpanöronen som pekar inåt, ibland som en rund ring på huvudet, med mötande öronspetsar.
Rasen är en perfekt ökenhäst som är senig och uthållig. Man har dessutom lagt stor vikt vid pälsens hårvirvlar som måste vara perfekta. Man mäter också hästens proportioner i måttet som liknas vid en fingerbredd, som påstås vara fem korngryn. Huvudets längd får till exempel inte vara kortare än 28 fingerbredder eller längre än 50 och längden på huvudet tar man gånger 4 och det ska bli den längd som går från nacken, bakom öronen, ner till svansroten.
I övrigt är rasen väldigt elegant med stark kropp. Hovarna är hårda och det är sällan rasen drabbas av hälta eller sjukdomar.